# Projection GSO
Pour les articles homonymes, voir GSO.
En théorie des supercordes, la projection GSO est le mécanisme introduit originellement par Ferdinando Gliozzi, Joël Scherk et David I. Olive pour supprimer de façon cohérente la présence d'un tachyon dans le spectre de la théorie et assurant l'existence de la supersymétrie pour la théorie effective.

## Projection GSO dans les principaux modèle de cordes

### Théorie IIA
Dans ce cas on choisit d'effectuer la projection {\displaystyle (-1)^{F_{L}}=+1} dans le secteur holomorphe et {\displaystyle (-1)^{F_{R}}=-1} dans le secteur anti-holomorphe.

### Théorie IIB
Dans ce cas on choisit d'effectuer la projection {\displaystyle (-1)^{F_{L}}=+1} dans le secteur holomorphe et {\displaystyle (-1)^{F_{R}}=+1} dans le secteur anti-holomorphe.